# WDJ0914+1914
WDJ0914+1914 — звезда в созвездии Рака. Находится на расстоянии 2038 св. лет от Солнца. Это первый обнаруженный одиночный белый карлик, вокруг которого обращается планета-гигант. Свидетельство существования планеты-гиганта было получено командой астрономов из Великобритании, Чили и Германии.
Первоначально систему считали катаклизмической переменной по данным о слабом излучении H-альфа в спектре, полученном в рамках Слоановского цифрового обзора неба(SDSS). После подробного изучения спектра было обнаружено присутствие линий кислорода (OI) и серы ([S2]). Затем при последующих спектроскопических наблюдениях на Очень большом телескопе Европейской южной обсерватории были найдены дополнительные линии в спектрах.
Пылевые и газовые остаточные диски вокруг белых карликов были известны и ранее, но в их спектрах доминировали линии кальция (CaII), при этом ни в одном диске не проявлялось излучение в линии H-альфа. Все ранее известные диски происходили от каменных планетарных тел. Размер диска вокруг WDJ0914+1914 был измерен при помощи анализа эффекта Доплера для эмиссионных линий. Диск вокруг белого карлика слишком большой (~1-10 радиусов Солнца) для того, чтобы его могла сформировать небольшая малая планета, разрушенная приливным воздействием внутри радиуса Роша. Исследователи также исключили возможность аккреции вещества со звезды-компаньона или коричневого карлика. Оценка плотности диска составляет около 10−11.3 г/см3.
Наиболее приемлемым объяснением является испарение планеты-гиганта, вращающегося близко к белому карлику. Атмосфера планеты испаряется под воздействием сильного ультрафиолетового излучения горячего белого карлика. Вероятно, планета находится на расстоянии около 15 радиусов Солнца от белого карлика и обращается вокруг него с периодом 10 суток. Состав аккрецируемого вещества проявляет сходство с глубокими слоями ледяных гигантов Солнечной системы. Исследователи определили, что планета вокруг WDJ0914+1914 должна потерять около 0,04 массы Нептуна, поэтому процесс аккреции не должен сильно повлиять на структуру планеты. Темп аккреции оценивается в 3,3 × 109 граммов за секунду, что является одним из максимальных значений среди всех известных белых карликов с водородной атмосферой, на которые происходит аккреция от диска.
Температура белого карлика оценивается в 27 743 ± 310 K, логарифм ускорения свободного падения на поверхности {\displaystyle \log ~g=7.85\pm 0.06}.